# Pastorel·la

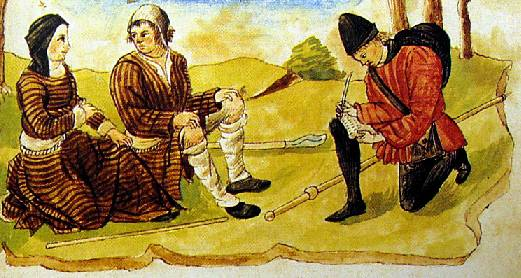
Pastorel·la, imatge del segle XV

La pastorel·la (occ. pastorela) és un gènere trobadoresc. Similars a la serrana o serranilla castellana, encara que anteriors, es conserven una trentena de pastorel·les escrites en occità.
Aquesta composició tracta de la trobada al camp d'un cavaller amb una pastora a la qual intenta seduir. Es tracta d'una composició dialogada, amb un llenguatge agut i viu, que no correspon a una situació real, malgrat que poden aparèixer localitzacions geogràfiques identificables, sinó inventada pel trobador, i que sol mostrar les formes de parlar respectives de l'aristocràtica i dels vilatans. El tractament que es fa de la figura de la pastora és molt respectuós i sovint ella mostra major enginy que el cavaller a l'hora de resoldre la situació compromesa en què es troba.
Hi sol haver dos desenllaços:
- La pastora fa fora al cavaller, de vegades mitjançant el seu enginy, de vegades amb l'ajuda familiar. És el més habitual.
- Alguns cops el desenllaç queda obert, és poc clar.

Se'n conserven una trentena en occità; les més antigues són de Marcabrú; tant Giraut Riquier com Cerverí de Girona en van fer diverses (6 i 4, respectivament). També se'n conserven moltes (un centenar) de franceses i en altres llengües.
En la pastorel·la Entre Lerida e Belvis de Cerverí de Girona, el cavaller entra en contacte amb la pastora i vol aconseguir fer l'amor amb ella, però ella aconsegueix, malgrat la promesa que li ha fet, trobar arguments suficients per no accedir als desitjos del cavaller. La pastora, com sempre, sap que la relació amb el cavaller la pot perjudicar més que beneficiar perquè té ben clares les fronteres socials entre els dos.

## Llistat de pastorel·les
| Trobador           | Primer vers                            | Notes                |
| ------------------ | -------------------------------------- | -------------------- |
| Marcabru           | L'autr' ier jost' una sebissa          |                      |
| Marcabru           | L'autr' ier, a l'issida d'abriu        |                      |
| Giraut de Bornelh  | L'autrier, lo primier jorn d'aost      |                      |
| Giraut de Bornelh  | Lo dous chan d'un auzel                |                      |
| Gavaudan           | Desamparatz, ses companho              |                      |
| Gavaudan           | L'autre dia per un mati                |                      |
| Cadenet            | L'autrier lonc un bosc folhos          |                      |
| Gui d'Ussel        | L'autre jorn cost' una via             |                      |
| Gui d'Ussel        | L'autr' ier cavalcava                  |                      |
| Gui d'Ussel        | L'autre jorn per aventura              |                      |
| Paulet de Marselha | L'autrier m'anei ab cor pensiu         |                      |
| Guiraut Riquier    | L'autre jorn m'anava                   | 1260                 |
| Guiraut Riquier    | L'autr' ier trobei la bergeira d'antan | 1262                 |
| Guiraut Riquier    | Gaia, pastorela                        | 1264                 |
| Guiraut Riquier    | L'autr' ier trobei la bergeira         | 1267                 |
| Guiraut Riquier    | D'Astarac venia                        | 1276                 |
| Guiraut Riquier    | A Sant Pos de Tomeiras                 | 1282                 |
| Joan Esteve        | L'autr' ier al gai tems de Pascor      | 1275                 |
| Joan Esteve        | El dous tems quan la flor sesplan      | 1285                 |
| Joan Esteve        | Ogan al freg que fazia                 | 1288                 |
| Guiraut d'Espanha  | Per amor soi gai                       |                      |
| Cerverí de Girona  | Entre Lerida e Belvis                  |                      |
| Cerverí de Girona  | Entre Caldes e Penedes                 |                      |
| Cerverí de Girona  | En mai, can per la calor               |                      |
| Cerverí de Girona  | Pres d'un jardi, encontrei l'altre dia |                      |
| Joyos de Tolosa    | L'autr' ier el dous tems de Pascor     |                      |
| Guilhem d'Autpol   | L'autr' ier a l'issida d'abril         |                      |
| Anònima            | L'autrier al quint jorn d'Abril        |                      |
| Anònima            | Quant escavalcai l'autr' er            | Anomenada balada.    |
| Anònima            | Mentre per una ribeira                 | Titulada Porquieira. |